# Michaela Baumgartl
Michaela Baumgartl (* in Böblingen) ist eine ehemalige deutsche Handballspielerin und Handballtrainerin.
Baumgartl spielte für den VfL Sindelfingen in der Bundesliga. Mit der deutschen Nationalmannschaft, für die Baumgartl insgesamt 23 Treffer in 55 Spielen erzielte, nahm sie an der Handball-Weltmeisterschaft der Frauen 1990 teil. Im Januar 2007 übernahm sie die erste Frauen-Handballmannschaft des VfL Sindelfingen als Cheftrainerin.
Ihr Sohn Timo Baumgartl spielt professionell Fußball.